# SS-N-16 Stallion
Die SS-N-16 Stallion ist eine U-Boot-gestützte Lenkwaffe aus sowjetischer Produktion. Sie dient zur Bekämpfung von U-Booten. Der GRAU-Index lautet RPK-6 und RPK-7.

## Technik
Die Lenkwaffe wird aus den 533-mm-/650-mm-Standard-Torpedorohren von U-Booten ausgestoßen. Der Start kann aus einer Tauchtiefe von 200 m erfolgen. Nach dem Verlassen des Torpedorohres zündet der Raketenmotor und treibt die Lenkwaffe zur Wasseroberfläche. Nach dem Durchstoßen der Wasseroberfläche folgt die Lenkwaffe einer ballistischen Flugbahn. Im vorprogrammierten Zielgebiet wird der Nuklearsprengkopf oder der Torpedo ausgestoßen. Die nukleare Wasserbombe detoniert in einer vorgewählten Wassertiefe. Die Lenkwaffensteuerung erfolgt über ein Trägheitsnavigationssystem.
Die SS-N-16 dient primär zur Bekämpfung gegnerischer U-Boote. Die nuklear bestückten Ausführungen können in einer sekundären Rolle auch gegen Schiffe oder Küstenziele eingesetzt werden.
Sämtliche russischen U-Boote mit 533-mm-Torpedorohren können die SS-N-16A einsetzen. Die SS-N-16B kann von den 650-mm-Torpedorohren der U-Boote der Akula-Klasse, der Sierra-Klasse, der Typhoon-Klasse und der Oscar-II-Klasse aus gestartet werden. Die Versionen 83RN, 84RN und Wodopad-NK können auch von Überwasserschiffen aus eingesetzt werden.

## Varianten
SS-N-16A Stallion, Kaliber 533 mm
- RPK-6 Wodopad / 83R mit einer thermonuklearen 200-kT-Wasserbombe als Sprengkopf, Reichweite 37 km
- RPK-6 Wodopad / 83RN mit einem UMGT-1-Torpedo (NATO: Typ-40) als Sprengkopf, Reichweite 37 km
- RPK-6 Wodopad / 84R mit einer thermonuklearen 200-kT-Wasserbombe als Sprengkopf, Reichweite 50 km
- RPK-6 Wodopad / 84RN mit einem UMGT-1-Torpedo als Sprengkopf, Reichweite 50 km
- RPK-6 Wodopad-NK mit einem APR-3M- oder MPT-1M-Torpedo als Sprengkopf, Reichweite 75 km

SS-N-16B Stallion, Kaliber 650 mm
- RPK-7 Weter / 86R mit einem UMGT-1-Torpedo als Sprengkopf, Reichweite 75 km
- RPK-7 Weter / 88R mit einer thermonuklearen 10–20-kT-Wasserbombe als Sprengkopf, Reichweite 80 km
- RPK-7 Weter / 100R mit einem APR-3M-Torpedo als Sprengkopf, Reichweite über 80 km

## Status
Die SS-N-16 ersetzte bei der sowjetischen Marine ab Mitte der 1980er-Jahre teilweise die SS-N-15 Starfish. Zurzeit befinden sich nur noch die konventionellen (nicht nuklearen) Ausführungen im Einsatz. Das Nachfolgemodell der RPK-6 und RPK-7 ist die 81PU Otvet, welche seit 2020 von der Russischen Seekriegsflotte getestet wird.